# جردن آیوی
جردن آیوی (انگلیسی: Jordan Ivey؛ زادهٔ ۲۹ اکتبر ۱۹۹۲) بازیکن فوتبال اهل استرالیا است.